# Walther Parson

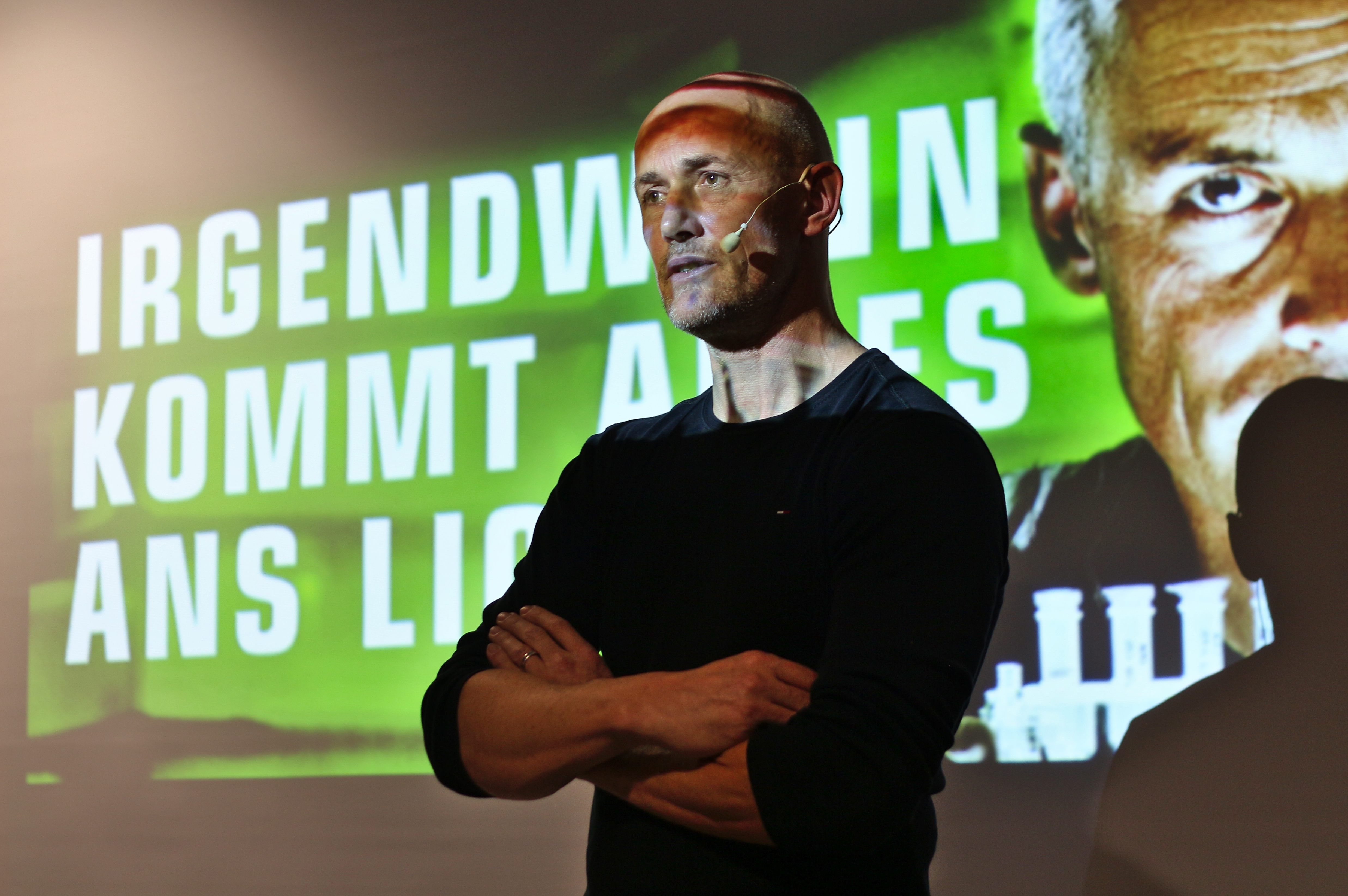
Walther Parson (2019)

Walther Parson (* 19. April 1966 in Innsbruck) ist ein österreichischer forensischer Molekularbiologe und Hochschullehrer.

## Leben
Walther Parson studierte Biologie an der Universität Innsbruck. Sein Studium schloss er 1993 mit der Diplomarbeit zum Thema Auswirkungen von Nitrit auf das Fischblut ab. 1994 begann er molekularbiologische Methoden am Institut für Gerichtliche Medizin zu etablieren, ab 1997 richtete er als Universitätsassistent hauptverantwortlich das Österreichische DNA-Zentrallabor ein. 1999 promovierte er mit der Dissertation über Die forensische Analyse der mitochondrialen DNA Kontrollregion und des Cytochrom b Gens. 2001 habilitierte er sich mit einer Arbeit über Habilitation: Mitochondriale und nukleare DNA-Datenbanken in der Forensik. Seitdem leitet er als außerordentlicher Professor den Fachbereich High Throughput DNA Databasing Unit (das Hochdurchsatz-DNA Labor) sowie den Forschungsbereich Forensische Molekularbiologie am Institut für Gerichtliche Medizin der Medizinischen Universität Innsbruck (bis 2004 Teil der Universität Innsbruck). Als außerordentlicher Professor ist er auch am Penn State Eberly College of Science (Pennsylvania, USA) tätig.
Seit 2000 ist Parson Mitglied der Internationalen Kommission für vermisste Personen (International Commission on Missing Persons, ICMP), welche unter anderem Opfer der Jugoslawienkriege mittels DNA-Analyse identifizierte. Im Jahr 2007 wurde er zum assoziierten Mitglied der Europäischen Akademie für forensische Wissenschaften (European Academy of Forensic Science, EAFS) gewählt. Seit 2009 ist er Mitglied der Nationalen Akademie der Wissenschaften Leopoldina.
Parson veröffentlichte mit seinem Team über 450 Originalarbeiten (Stand 2024). Schwerpunkt seiner Forschung ist die forensische DNA-Analyse unter besonderer Betrachtung der mitochondrialen DNA (mtDNA) sowie populationsgenetischer Interpretationen forensischer DNA-Marker. Mit seinem Team arbeitet er unter anderem an der DNA-Internetdatenbank EMPOP (EDNAP forensic mtDNA population database).
Das von Parson geleitete DNA-Forschungslabor war unter anderem mit der DNA-Identifikation von Tsunami-Opfern aus Sri Lanka (2004) sowie von Opfern des Pinochet-Regimes beschäftigt, außerdem mit der Untersuchung historischer Fälle wie der russischen Zarenfamilie Romanow, Wolfgang Amadeus Mozart, Friedrich von Schiller und Günther Messner. Im Jahr 2013 machte er mittels DNA-Analyse 19 lebende Tiroler ausfindig, die mit dem 1991 entdeckten Ötzi verwandt sind. 2024 kam ein Innsbrucker Forschungsteam unter der Leitung von Walther Parson zu dem Ergebnis, dass es sich bei Kaspar Hauser mit einer Wahrscheinlichkeit von 99,9994 Prozent nicht um einen badischen Prinzen handelte.

## Auszeichnungen
- 2004: Wissenschaftspreis der Deutschen Gesellschaft für Rechtsmedizin[5]
- 2005: Wissenschaftspreis der International Society of Forensic Genetics[5]
- 2015: Nominierung durch Die Presse zum Österreicher des Jahres in der Kategorie Forschung[13]

## Publikationen (Auswahl)
Parson veröffentlichte mit seinem Team über 450 Originalarbeiten.
- 2005: Parson, W., Kirchebner, R., Mühlmann, R., Renner, K., Kofler, A., Schmidt, S., Kofler R.: Cancer cell line identification by short tandem repeat profiling: power and limitations. FASEB J. 19, 434–436 (2005)[1]
- 2007: Parson, W., Dür, A.: EMPOP – a forensic mtDNA database. FSI Genet. 1, 88–92 (2007)[1]
- 2014: Irgendwann kommt alles ans Licht. Ecowin-Verlag, Salzburg 2014, ISBN 978-3-7110-0062-0
- 2021: Diepenbroek M et al: Genetic and phylogeographic evidence for Jewish Holocaust victims at the Sobibór death camp. Genome Biology 22:200 doi:10.1186/s13059-021-02420-0
- 2023: Marshall C, Parson W: Mitochondrial DNA. In: Max M. Houck (ed.) Encyclopedia of Forensic Sciences, Third Edition, vol. 3, pp. 592–601. Oxford: Elsevier. doi:10.1016/B978-0-12-823677-2.00138-0
- 2024: Parson W et al: Kaspar Hauser’s alleged noble origin – New molecular genetic analyses resolve the controversy. iScience doi:10.1016/j.isci.2024.110539